# Parapsyllus jacksoni
Parapsyllus jacksoni är en loppart som beskrevs av Smit 1965. Parapsyllus jacksoni ingår i släktet Parapsyllus och familjen Rhopalopsyllidae. Inga underarter finns listade i Catalogue of Life.